# Verbascum adulterinum
Verbascum adulterinum är en flenörtsväxtart som beskrevs av Johann Friedrich Wilhelm Koch. Verbascum adulterinum ingår i släktet kungsljus, och familjen flenörtsväxter. Inga underarter finns listade i Catalogue of Life.